# Perras (película)
Perras es una película mexicana de 2011, escrita y dirigida por Guillermo Ríos. Protagonizada por Claudia Zepeda en el personaje principal y Scarlet Dergal en el papel antagónico.
En dicha cinta se narra la vida de un grupo de adolescentes de 14 años, mediante el cual se afrentan a numerosos cambios dados durante dicha etapa; sin embargo, todo cambia cuando una de ellas hace algo horrible y están esperando a ser interrogada, la verdad nunca se sabe.

## Sinopsis
Diez alumnas han de permanecer en su salón de clases, a esperar a que los policías lleguen y las interroguen, ya que todas son sospechosas de haber cometido una falta muy grave; durante la espera se explorarán los sentimientos y experiencias de cada una de ellas.

## Reparto
- Claudia Zepeda como María del Mar Solís "La Matada": Al principio, no le gustaba ser señalada como "La Niña Buena" debido a su apariencia dulce y frágil, pero luego se da cuenta de que puede utilizarlo en su propio beneficio. En la escuela no tiene amigas porque es muy tímida, pero cuando empieza a juntarse con Sofía ella le enseña sobre moda y sexo, conforme avanza la película se ve cómo ella se vuelve cada vez más como Sofía.

- Scarlet Dergal como Sofía "Sofi" Ibar "La Manchada": Es una niña mimada que siempre obtiene todo lo que quiere. Ya ha sido expulsada de varias escuelas. Vive con su padre, que es un juez corrupto y pasa los fines de semana con su madre. No tiene ninguna aspiración en la vida, por lo que se mete con las otras chicas para distraerse, ha tenido gran cantidad de experiencias sexuales desde los 12 años. Trata de ayudar a María del Mar a ser más sociable pero termina volviéndola como ella.

- Eva Luna Marenco (Joven) / Galilea Montijo (Adulta) como Frida Gómez "La Amiga": Se siente un poco avergonzada de su cuerpo, porque está muy desarrollado para su edad y por eso lo esconde con el uso de ropa holgada. Su padre es un policía corrupto, por lo que su familia lleva una vida llena de dinero. Le encanta leer y parece ser verdadera amiga de La Tora. 20 años después se ha convertido en una bella mujer que tiene un hijo y se dedica a la prostitución.

- Karen de la Hoya como Lourdes "La Tora" Valenzuela "La Gorda": Una chica gorda e insegura, que pronto va a celebrar su fiesta de quince años. Debido a un accidente de coche, tiene que usar un aparato ortopédico en su pierna izquierda. A menudo es acosada por las otras chicas, en especial por Sofía, y su única amiga verdadera parece ser Frida. Cuando era pequeña pasaba mucho tiempo con su abuelo, quien se comprometió a organizar su fiesta de quince años, ya que anhelaba tenerla.

- Steph Bumelcrownd como Iris Hernández "La Ñoña": Es una chica tonta y presumida que sólo quiere ser bonita y ser como Sofía. Su padre es un doctor. Ella se considera la mejor amiga de Sofía. Parece ser inocente y tierna, pero sabe como destruir a las personas, además de que las insulta a sus espaldas, es egocéntrica. Padece de trastornos alimenticios al igual que Ana Cecy y Sofia. En toda la película se le ve llevar un bolso pequeño de juguete color rosado, en el que por lo que se ve cuando lo abre y enseña lo que hay adentro hay anticonceptivos y cigarrillos.

- Alenka Ríos como Ana Cecilia "Ana Cecy" Flores "La Mustia": Una niña con problemas. A menudo sale con Sofía e Iris. Es aventada, dice lo que quiere y cuando quiere, al igual que Iris se siente acomplejada por Sofía, fuma y bebe. Es pésima alumna; ha sido expulsada de varias escuelas y reprueba a pesar de coquetear con los maestros. Podría considerarse la villana de la película, puesto que, además de ser ella la culpable no descubierta del lío que rodea toda la historia, se mete con las demás y es capaz de dar golpes bajos e insultarlas y burlarse de ellas.

- Andrea Pedrero como Diana Fragoso "La Ciega": Es una bonita y amable chica. Quedó ciega desde pequeña, aunque eso no impide que lleve una vida de lo más normal. Sin embargo, también tiene sus secretos: posee la habilidad de la clarividencia, y sabe todo sobre las demás chicas por su mismo poder.

- Natalia Zurita como Patricia Gaitán "La Zorra": Una chica extrovertida y agradable. Proviene de una familia rica y poderosa, asistió a una escuela privada, pero después de que las fotos de sus relaciones sexuales con un senador se publicaran, fue expulsada. Ella tiene una debilidad por los coches caros.

- Denis Montes como Alejandra "Ale" Suárez "La Valemadres": Una niña grosera, pero agradable. Se siente confundida con su identidad sexual, parece ser bisexual, pues confesó tener relaciones con una chica, sin embargo habla de chicos con las otras. Vive con su familia en el apartamento de su abuela a quien maltratan. Y a la que aparentemente dejaron morir pues ella menciona que cuando fueron a fumigar el apartamento le dijo a su madre que tenían que despertar a su abuela pero ella le dijo que la dejara dormir cuando ella les menciona esto a sus amigas se nota algo triste pero rápidamente se recompone. Su padre viaja por todo el mundo. Duerme en un armario con una pequeña televisión que su padre le regalo por su cumpleaños.

- Kariam Castro como Andrea Romero "La Rara": Una niña solitaria y excéntrica. No tiene ninguna motivación real en la vida, aunque le gusta bailar. Ella se obsesiona con los chicos, hasta que se vuelven sus novios, para después perder el interés por ellos. Su madre es alcohólica y vive con su padre, esposa e hijo de este. Ella odia a su nueva familia y prefiere pasar tiempo con su madre a la que ama mucho, a pesar de que se metan en terribles problemas. Pierde el control a menudo pues tiene esquizofrenia, pero se las arregla para disimularlo y pasar como cualquiera de las otras chicas.